# Helen Epstein
Helen Epstein (* 27. listopadu 1947 Praha) je americká spisovatelka a novinářka židovského původu, narozená v Praze.

## Život
Helen Epstein se narodila v Čechách, bylo jí však pouhých osm měsíců, když se její rodiče koncem 1948 rozhodli emigrovat z Prahy do New Yorku.
Jejím otcem byl český vodní pólista Kurt Epstein, který reprezentoval Československo na olympijských hrách v Amsterdamu v roce 1928 a v Berlíně v roce 1936. Pro svůj židovský původ byl vězněn v Terezíně a Osvětimi, koncentračními tábory prošla i její matka Frances. Její babička Pepi v Praze po 1. světové válce vedla oděvní Salon Weigert.
Helen Epstein vyrostla v New Yorku. Vystudovala žurnalistiku na Kolumbijské univerzitě, studovala i na Hebrejské univerzitě v Jeruzalémě. Poté působila jako novinářka na volné noze. Vyučovala také kurzy tvůrčího psaní, židovská, ženská i evropská studia.

## Dílo
V knize Děti holocaustu Helen Epstein přinesla svědectví a životní pocity potomků těch, již přežili holokaust. Podnětem ke vzniku knihy Nalezená minulost, v níž historii své rodiny prezentuje v kontextu dějinných událostí, se stala smrt její matky v roce 1989. V knize oceňuje přínos českého historika Jiřího Fiedlera při pátrání po historii své rodiny.
Kromě knih se židovskou tematikou zpracovala životopis newyorského divadelníka Josepha Pappa, producenta muzikálu Chorus Line. V knize Music Talks publikovala své rozhovory s významnými hudebníky (Vladimir Horowitz, Leonard Bernstein, Yo-Yo Ma), původně napsané pro The New York Times.

### Česky vyšlo
- Děti holocaustu, Volvox Globator, 1994
- Nalezená minulost, Rybka Publishers, 2000; Sefer, 2005